# Séverine Bujard
Pour les articles homonymes, voir Bujard.
 (décembre 2024).
La mise en forme du texte ne suit pas les recommandations de Wikipédia : il faut le « wikifier ».
Les points d'amélioration suivants sont les cas les plus fréquents. Le détail des points à revoir est peut-être précisé sur la page de discussion.
- Les titres sont pré-formatés par le logiciel. Ils ne sont ni en capitales, ni en gras.
- Le texte ne doit pas être écrit en capitales (les noms de famille non plus), ni en gras, ni en italique, ni en « petit »…
- Le gras n'est utilisé que pour surligner le titre de l'article dans l'introduction, une seule fois.
- L'italique est rarement utilisé : mots en langue étrangère, titres d'œuvres, noms de bateaux, etc.
- Les citations ne sont pas en italique mais en corps de texte normal. Elles sont entourées par des guillemets français : « et ».
- Les listes à puces sont à éviter, des paragraphes rédigés étant largement préférés. Les tableaux sont à réserver à la présentation de données structurées (résultats, etc.).
- Les appels de note de bas de page (petits chiffres en exposant, introduits par l'outil «  Source ») sont à placer entre la fin de phrase et le point final[comme ça].
- Les liens internes (vers d'autres articles de Wikipédia) sont à choisir avec parcimonie. Créez des liens vers des articles approfondissant le sujet. Les termes génériques sans rapport avec le sujet sont à éviter, ainsi que les répétitions de liens vers un même terme.
- Les liens externes sont à placer uniquement dans une section « Liens externes », à la fin de l'article. Ces liens sont à choisir avec parcimonie suivant les règles définies. Si un lien sert de source à l'article, son insertion dans le texte est à faire par les notes de bas de page.
- La présentation des références doit suivre les conventions bibliographiques. Il est recommandé d'utiliser les modèles {{Ouvrage}}, {{Chapitre}}, {{Article}}, {{Lien web}} et/ou {{Bibliographie}}. Le mode d'édition visuel peut mettre en forme automatiquement les références.
- Insérer une infobox (cadre d'informations à droite) n'est pas obligatoire pour parachever la mise en page.

Pour une aide détaillée, merci de consulter Aide:Wikification.
Si vous pensez que ces points ont été résolus, vous pouvez retirer ce bandeau et améliorer la mise en forme d'un autre article.
Séverine Bujard, née le 24 juillet 1947 à Lausanne, est une comédienne, actrice et metteuse en scène suisse du canton de Vaud.

## Biographie
Elle grandit dans le canton de Vaud. Enfant, elle découvre son goût du jeu dans le grenier familial.
Avant d’intégrer l’École romande d'art dramatique de 1968 à 1970, Séverine Bujard étudie la sculpture à l’École des Beaux-Arts. Elle étudie ensuite à l’École hôtelière de Lausanne pendant deux ans. C’est en accompagnant un comédien de l'École romande d'art dramatique à Lausanne que la vocation se confirme. Elle intègre alors l'ÉRAD et monte sur scène pour la première fois en 1968.
Lors de sa deuxième année d'étude d'art dramatique, elle est engagée par Charles Apothéloz au Centre Dramatique de Vidy . S'ensuit une carrière théâtrale prolifique partagée entre Lausanne et Genève, sans oublier les tournées en Suisse romande.
Elle fait ses débuts au cinéma en 1973 avec Le Retour d’Afrique, un film d’Alain Tanner. En 1974, elle entre au T’Act (compagnie indépendante basée à Genève) sous la direction d'André Steiger. C'est à partir de 1976 qu'elle apparaît sur le petit écran dans Le chirurgien de Saint-Chad au côté de Jean-Claude Pascal. De 1981 à 1993, elle fait partie de la troupe du Théâtre de Carouge.
Elle crée la troupe du Théâtre des songes en 1993, ce qui permet de mettre à disposition ses connaissances du métier et d'ajouter une corde pédagogique à son arc. Elle dirige des stages de formation destinés à rassembler plusieurs générations romandes des métiers de la scène.
En 1995, avec Raoul Pastor et Maurice Aufair, elle crée le Théâtre des Amis à Carouge. Cette même année, Bujard joue pour Benno Besson sur les planches de l'Odéon à Paris.
La carrière de Séverine Bujard s’étend sur plus de cinquante ans, en Suisse comme à l’étranger. Aubonnoise, elle reçoit le prix de la ville en 2024. Elle se consacre aujourd'hui[Depuis quand ?] principalement à la mise en scène, notamment pour le Théâtre amateur de Prangins (TAP), pour la troupe de Serreaux-Dessus et pour la troupe de la Dentcreuze à Aubonne.

## Filmographie

### Cinéma
- 1973 : Le Retour d’Afrique, d'Alain Tanner[4]
- 1973 : La fille au violoncelle d'Yvan Butler : Christine[11]
- 1981 : L'amour des femmes de Michel Soutter : Sonia
- 1987 : Douce nuit, court métrage de Martial Wannaz : Elle (voix)[12]
- 1991 : La demoiselle sauvage de Léa Pool tiré de la nouvelle de Corinna Bille : Femme d'Elysée
- 2009 : Déchaînées de Raymond Vouillamoz , co-production de la RTS [13]: Geneviève
- 2012 : Le nez dans le ruisseau de Christophe Chevalier : Professeure d'université (cafétéria)
- 2014 : Piège blanc d'Abel Ferry : Nicole[14]
- 2018 : Boomerang de Nicole Borgeat : Madame Cambier[15]

### Télévision
- 1981 : Guerre en pays neutre mini-série télévisée de Philippe Lefebvre : Angela Marin [16]
- 1990 : La vierge noire, mini-série télévisée dirigé par Igaal Niddam et Jean-Jacques Lagrange : Yvette [17]
- 1992 : Navarro, S4 E3 "Le dernier casino" , réalisé par Yvan butler : Inspecteur Doppler [18]
- 2010 : «10», mini-série télévisée de Jean-Laurent Chautems : Birgit Hofer[19]
- 2011 : T'es pas la seule!  réalisé par Pierre-Antoine Hiroz : Luce [20]
- 2014 : L'heure du secret de Elena Hazanov : Colette Perret[21]
- 2019 : Double Vie réalisé par Bruno Deville [22]: Violette Chabloz
- 2021 : Sacha, réalisé par Léa Fazer : Mère d’Anne

## Théâtre

### Comédienne
- 1968: Le menteur de Carlo Goldoni adapté par Pierre Sabatier, mise en scène de Paul Pasquier , spectacle en plein air : Une jeune fille de bonne famille[2]
- 1972 : Orlando Curioso d'Alberto et Carlo Colombaioni joué par le Centre dramatique de Lausanne [23]: Angelica
- 1973 : Les fourberies de Scapin de Molière, mise en scène d'Angelo Corti : Zerbinette [24]
- 1976 : Ptákovina, pièce de Milan Kundera [25]
- 1976 : Les Querelles intestines de Bernard Bengloan et Michel Beretti , mise en scène de Roland Deville, jouée au Festival d'Avignon[26]
- 1977 : La fin de Don Juan d'Olivier Perrelet, mise en scène de Richard Vachoux [27]
- 1977 : Des souris et des hommes, première mise en scène pour François Germond, spectacle en plein air au Nouveau Théâtre de Poche (NTP) à Genève[28]
- 1978 : Les Césars du Cirque Suétone de Louis Gaulis au Théâtre de Vidy, mise en scène de Michel Grobéty [29]
- 1978 : Le Chevalier de Grandson au Théâtre du Jorat à Mézières, mise en scène de Gérard Carrat [30]
- 1979 : Volpone ou le renard de Ben Jonson , mise en scène d'André Steiger au Théâtre de Vidy : Peregrina[31]
- 1979 : L'Architecte et l'Empereur d'Assyrie de Fernando Arrabal, mise en scène de Roland Deville [32]
- 1979 : Tryptique de Max Frisch, mise en scène de Michel Soutter, au Théâtre de Vidy : Catherine[33]
- 1979 : Un drame au-dessus de nos moyens de Franco Brusati, mise en scène de François Germond, joué par le NTP au Théâtre de Vidy : Nanda [34]
- 1980 : Les archanges ne jouent pas au flipper de Dario Fo, mise en scène d'Angelo Corti [35]
- 1981 : La dame au petit chien adaptation de Michel Beretti, tiré de la nouvelle d'AntonTchekhov[36]
- 1981 : Le bourgeois gentilhomme de Molière, mise en scène de Georges Wod au Théâtre de Carouge : Nicole[37]
- 1982 : Phèdre de Jean Racine ,direction de Georges Wod, mise en scène de Maurice Aufair, costumes de Franca squarciapino au Théâtre de Carouge : Phèdre[38]
- 1983 : La Vie parisienne d'Offenbach au Théâtre de Carouge, mise en scène de Georges Wod [39]
- 1983 : Comme tu me veux de Luigi Pirandello, mise en scène de Walter Pagliaro [40]
- 1985 : Bérénice de Jean Racine, mise en scène de Walter Pagliaro au Théâtre de Carouge : Bérénice[41]
- 1987 : L'Avare de Molière, mise en scène de Jean-Paul Roussillon au Théâtre de Carouge : Frosine[42]
- 1989 : Tartuffe de Molière, mise en scène de Simon Eine au Théâtre de Carouge : La servante, Dorine[43]
- 1990 : Pourquoi n'as-tu rien dit, Desdémone de Christine Brückner adaptation d'Yves Laplace Théâtre le Poche à Genève [44]
- 1991 : L'Assemblée des femmes d'Aristophane au Théâtre Vidy-Lausanne à l'occasion des 700 ans de la Confédération: Praxagora [45]
- 1992 : George Dandin de Molière au Théâtre de Carouge, mise en scène de Patrice Kerbrat [46]
- 1992-93 : Les rustres de Goldoni , mise en scène de Georges Wod : Felice [47]
- 1993 : Grisélidis adapté par Françoise Courvoisier d'après La Passe imaginaire de Grisélidis Réal au Théâtre du Grütli à Genève : Grisélidis[48]
- 1994-1996 : Le Tartuffe de Molière mise en scène de Benno Besson, adaptation créée au Théâtre de Vidy. Elle y reprend le rôle de Dorine. Tournée en Suisse romande. Représentations à Paris au Théâtre de l'Europe[49]
- 1996 : La Seconde Chute de Sylviane Dupuis, mise en scène de Philippe Morand dans les théâtres genevois[50] : Vladimir
- 1997 : Les Autres de Jean-Claude Grumberg, mise en scène de Raoul Pastor au Théâtre des Amis
- 1998 : Le siège de Leningrad de José Sanchis sinisterra, mise en scène de Raoul Pastor [51]
- 1999 : C'est splendide de Françoise Chavaillaz, mise en scène de Martine Paschoud, collaboration entre Le Poche-Genève et le Musée d'ethnographie de Genève[52]
- 2002 : Le Pélican d'August Strindberg, mise en scène de Martine Charlet [53]
- 2004 : Le conte d'hiver de William Shakespeare, mise en scène de Martine Paschoud[54]
- 2005 : Les Serpents de Marie N'diaye, mise en scène de Georges Guerreiro : Madame Diss[55]
- 2006 : Bonheur flottant de Matthias Zschokke, mise en scène de Martine Paschoud au Théâtre de l'Orangerie à Genève[56]
- 2007 : Kroum l'ectoplasme, de Hanokh Levin, mise en scène par Frédéric Polier au Théâtre de l'Orangerie à Genève [57]
- 2010 : Infuser une âme de Claude-Inga Barbey, mise en scène de Pierre Mifsud : Ethel[58]
- 2013 : Le Ravissement d'Adèle de Rémi de Vos, mise en scène de Geneviève Pasquier : La grand-mère d'Adèle[59]
- 2014 : Silence en coulisses d'après Michael Frayn, mise en scène de Raoul Pastor[60]
- 2015 : La damnation de Faustino joué par La Compagnie sans scrupules, mise en scène de Claude-Inga Barbey au Théâtre de Saint-Gervaix ?[61]

### Mise en scène
- 1983 : Les Eaux et forêts de Marguerite Duras production du Théâtre de Carouge [62]
- 1984 : Dom Juan ou le festin de pierre de Molière au Théâtre de Carouge[63]
- 1984 : La mégère apprivoisée de William Shakespeare, au Théâtre de Carouge, mise en scène avec Daniel Briquet. Elle joue Catharina[1].
- 1985 : Un tramway nommé désir de Tennessee Williams au Théâtre de Vidy[64]
- 1986 : Lorenzaccio d'Alfred de Musset au Théâtre de Carouge[65]
- 1987 : La puce à l'oreille de Georges Feydeau, co-production du Centre Dramatique de Lausanne et du Théâtre de Carouge [66]
- 1988 : Si Heidi n'en revenait pas de Jean-Charles Brunschwiler et Jean-François Moulin, la pièce représente la Suisse à la quinzaine internationale du théâtre au Québec de 1988[67]
- 1989 : Madame de Sade de Yukio Mishima, une production du CDL, au Théâtre de Vidy puis au Poche de Genève[68]
- 1989 : Les deux jumeaux vénitiens de Carlo Goldoni au Théâtre de Carouge[69]
- 1990 : Pour boire à notre belle France amis, versez-moi du veau gras, tiré de Théodore cherche des allumettes de Georges Courteline au Poche Genève[70]
- 1991 : Fin de partie de Samuel Beckett au Théâtre de Carouge [71]
- 1992 : Peines d'amour perdues de William Shakespeare, joué par les étudiants de troisième année du Conservatoire de Lausanne en section d'art dramatique[72]
- 1994 : Un chapeau de paille d'Italie d'Eugène Labiche à l'Octogone de Pully. Tournée en 1994 dans les théâtres romands[73],[7]
- 1994 : La maison d'os de Roland Dubillard, un spectacle de la Section Professionnelle d'Art Dramatique au Théâtre de Vidy[74]
- 1995 : Le banc de touche de Jacques Probst joué au Café-Théâtre des Amis [75]
- 1996 : Feu la mère de Madame de Georges Feydeau au Théâtre des Amis[76]
- 1996 : American Buffalo de David Mamet au Théâtre d'Yverdon-les-Bains et au Théâtre de Vidy[77],[78]
- 1997-1998 : L'Affaire de la rue de Lourcine d'Eugène Labiche au Théâtre des Amis[79]

- 1997-1998 : Des journées entières dans les arbres de Marguerite Duras au TKM puis à la Comédie[1]
- 1997 et 2000 : Senso de Camillo Boito au théâtre des amis Raoul Pastor (Comtesse Livia)1998 : Senso [80]
- 1999 : Le chanteur d'opéra de Frank Wedekind au Théâtre des amis[81]
- 1999 : L'Âge d'or de Georges Feydeau au Théâtre des amis[82]
- 2000 : Léonie est en avance de Georges Feydeau[1]
- 2001 : La nuit de l'iguane de Tennessee Williams avec Raoul Pastor pour le Théâtre des Amis, invitation par la Fondation du théâtre d'expression française [83]
- 2002 : La nuit des Rois de Shakespeare au Festival d'Aubonne[84]

- 2009 et 2011 : Cyrano de Bergerac d'Edmond Rostand[85]
- 2013 : Laverie Paradis de Claude-Inga Barbey[86]

- 2015: La nuit des rois de William Shakespeare, pièce adaptée pour la troupe du TAP[87]

## Distinctions
- 1963 : Prix des Anciens Collégiens : Séverine Bujard, prix de composition et de récitation[88].
- 2024 : Prix de la ville d'Aubonne[10]

## Sources
Sallin, Sophie: Séverine Bujard, in: Kotte, Andreas (Ed.): Dictionnaire du théâtre en Suisse, Chronos Verlag Zurich 2005, vol. 1, p. 298–299. 3-0340-0715-9 
Association Films Plans-Fixes. "Séverine Bujard : Comédienne et metteure en scène. C'est là que je devais être." 24.08.2022. Communiqué de presse  . Réponses aux Plans-Fixes.